# Bobby Baldwin
Robert H. „Bobby“ Baldwin (* 1950 in Tulsa, Oklahoma) ist ein US-amerikanischer Pokerspieler und Kasinoleiter. Er ist vierfacher Braceletgewinner der World Series of Poker, Mitglied der Poker Hall of Fame und wurde 2019 als einer der 50 besten Spieler der Pokergeschichte genannt.

## Pokerkarriere

### Werdegang
Als Baldwin 1978 das Hauptturnier der World Series of Poker (WSOP) in Las Vegas gewann, wurde er der bis dahin jüngste Main-Event-Sieger der WSOP, was jedoch 1980 von Stu Ungar, 1989 von Phil Hellmuth, 2008 von Peter Eastgate und 2009 von Joe Cada übertroffen wurde. Baldwins bedeutende Siege beinhalten vier Bracelets der WSOP von 1977 bis 1979. Im Jahr 2003 wurde er in die Poker Hall of Fame aufgenommen. Bei der WSOP 2012 erreichte Baldwin beim Big One for One Drop mit einem Buy-in von einer Million US-Dollar den Finaltisch und wurde Siebter, was ihm sein bisher mit Abstand höchstes Preisgeld von mehr als 1,4 Millionen US-Dollar einbrachte. Im Rahmen der 50. Austragung der World Series of Poker wurde Baldwin im Juni 2019 als einer der 50 besten Spieler der Pokergeschichte genannt.
1982 wurde Baldwin ein Berater des Golden-Nugget-Casinos und dort 1984 zum Präsidenten ernannt. Er wurde im Jahr 1987 ausgewählt, das Mirage anzuführen und wurde 1998 zum Präsidenten des Hotels und Casinos Bellagio. Von 1999 bis 2000 war Baldwin unter Steve Wynn der Chief Financial Officer von Mirage Resorts, 2000 wurde er nach der Fusion von Mirage Resorts und MGM Grand der Chief Executive Officer der Tochtergesellschaft von MGM Mirage, Mirage Resorts. Nach der Übernahme der Mandalay Resort Group durch MGM MIRAGE 2005 wurde Baldwin CEO und Präsident des geplanten Project City Center, behielt aber seinen Posten als CEO der Tochtergesellschaft Mirage Resorts bei. Baldwin beaufsichtigt nun zusätzliche Erholungsorte, die durch den Aufkauf der Mandalay Resort Group und die früheren Wynn-Ferienorte hinzukamen.
Neben seiner Pokerkarriere ist Baldwin auch als Billardspieler auf Weltklasseniveau bekannt. Um Baldwin und seinen Spielstil geht es in Mike Caros Buch Bobby Baldwin’s Winning Poker Secrets. Baldwin hat viele Kolumnen über Poker geschrieben und einen Abschnitt für Doyle Brunsons Super/System verfasst. Sein eigenes Buch Tales Out of Tulsa, ein Pokerführer für Anfänger, erschien im Jahr 1985.
„Bobby’s Room“, der Pokerraum im Bellagio, in dem das „Big Game“ stattfindet, ist nach ihm benannt worden.

### Braceletübersicht
Baldwin kam bei der WSOP 20-mal ins Geld und gewann vier Bracelets:
| Jahr | Buy-in (in $) | Turnier                             | Teilnehmer | Preisgeld (in $) |
| ---- | ------------- | ----------------------------------- | ---------- | ---------------- |
| 1977 | 10.000        | Deuce to Seven Draw                 | 11         | 080.000          |
| 1977 | 05.000        | Seven-Card Stud                     | 11         | 044.000          |
| 1978 | 10.000        | No Limit Hold’em World Championship | 42         | 210.000          |
| 1979 | 10.000        | Deuce to Seven Draw                 | 15         | 090.000          |